# Radio Euskadi

Logo de Radio Euskadi.

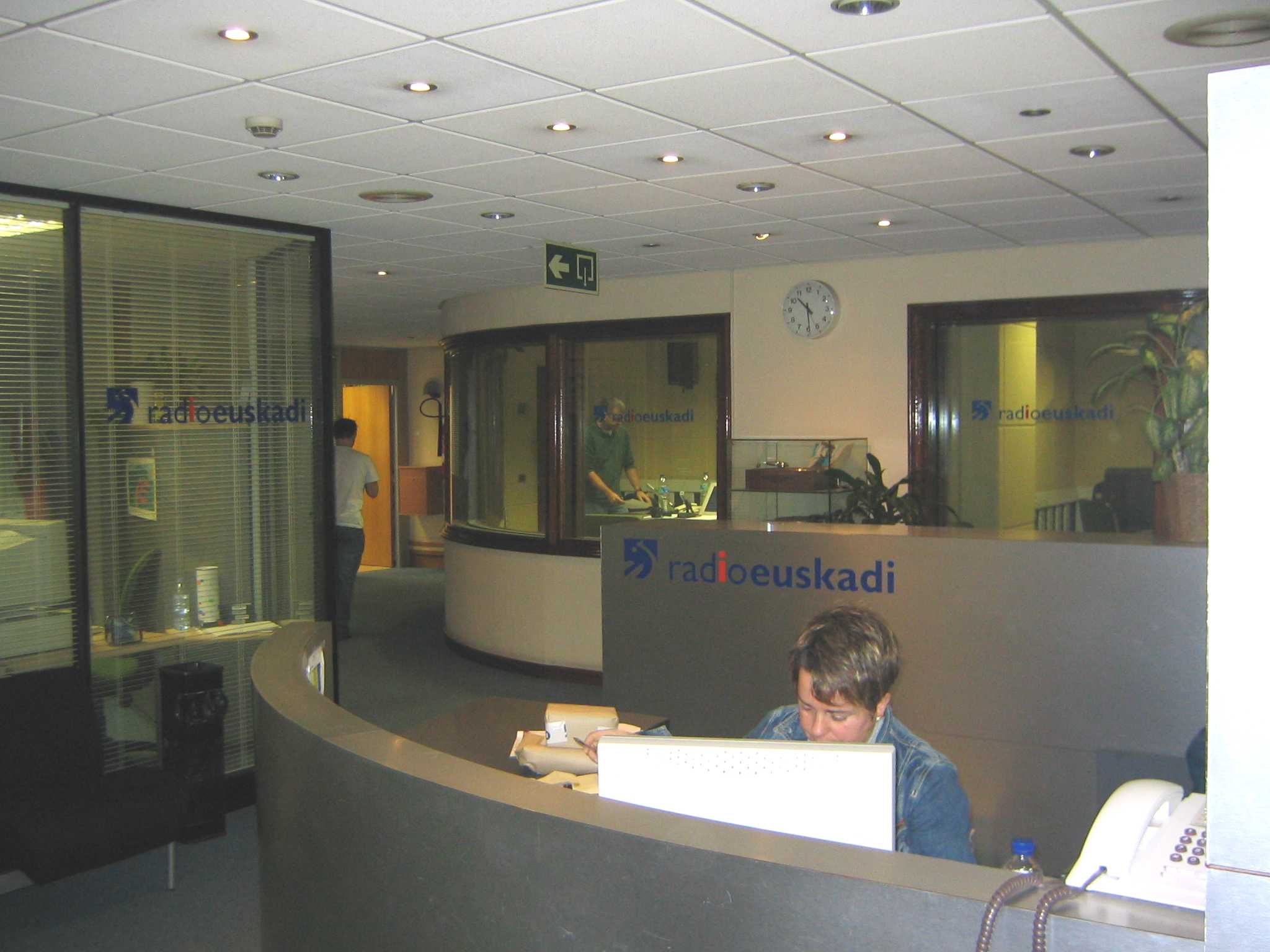
Installations de la station à Bilbao.

Radio Euskadi est une station de radio qui appartient au groupe Euskal Irrati Telebista (EiTB), la Radiotélévision basque dépendant du gouvernement de la communauté autonome basque en Espagne.
C’est la principale station du groupe, qui possède également Radio Vitoria, Euskadi Irratia, Gaztea et EITB Musika mais aussi des chaînes de télévision avec Euskal Telebista (ETB) et EITBNET qui diffuse divers services par Internet.
La radio est située à Bilbao où elle possède des studios qu’elle partage avec Euskadi Gaztea depuis sa refondation en 1983 à l’abri du statut d’autonomie.

## Programmes

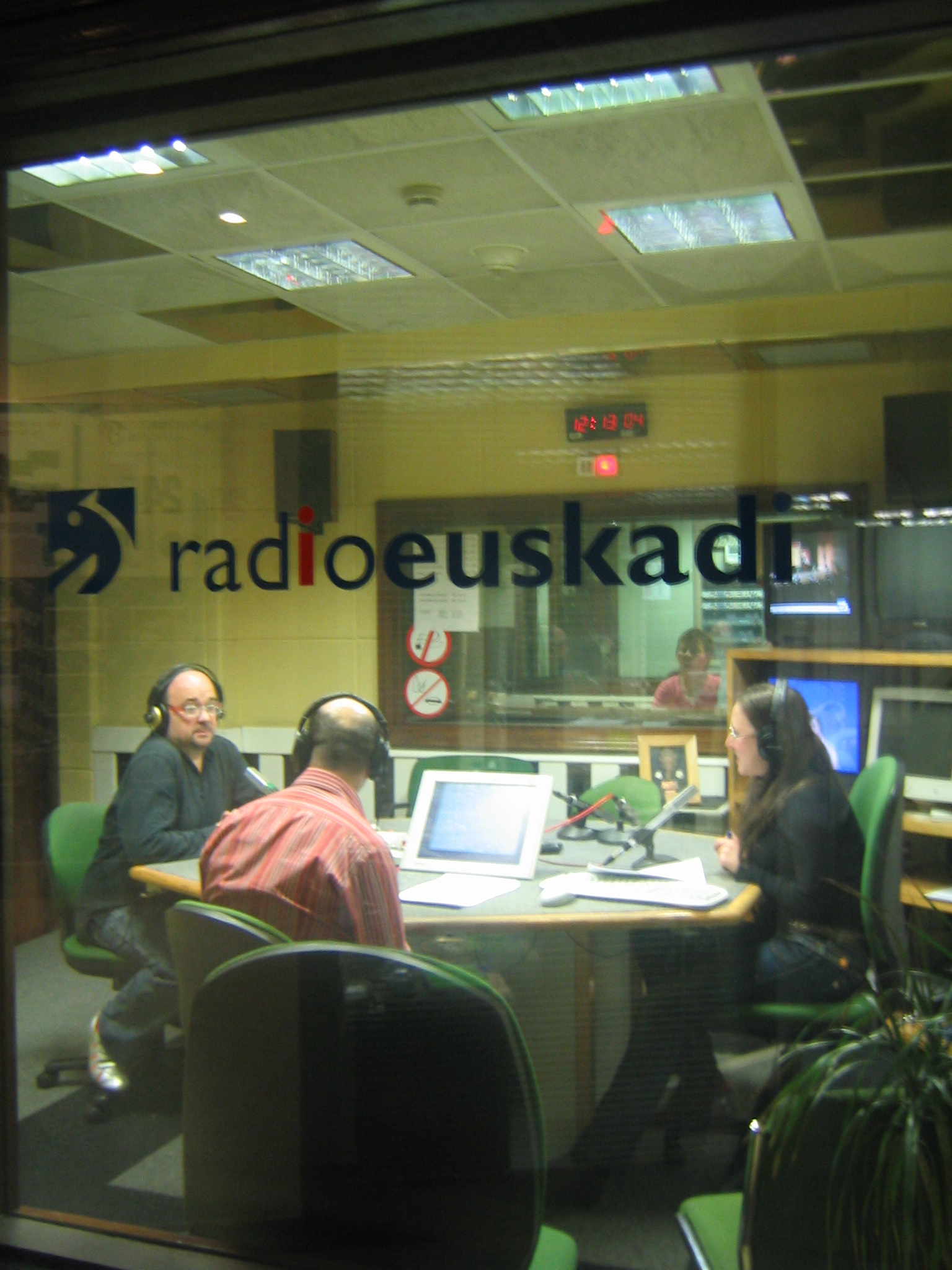
Studio de Radio Euskadi à Bilbao.

Radio Euskadi propose une programmation commerciale avec de la publicité. Elle prête principalement attention aux programmes d’information et d’actualité, ainsi qu’aux sports.
Parmi les émissions se trouvent :
- Boulevard Abierto, un espace de débat politique avec différents invités.

- Boulevard Magazine, avec un contenu informatif et d’actualité, avec une chronique quotidienne et les témoignages des auditeurs.

- Cronica de Euskadi 2, émission d’information.

- Kultura.com, programme culturel.

- Kirolaldia, émission sportive.

- La Jungla sonora, consacrée à la musique

- Graffiti, sur la culture, l’actualité et d’opinion.

- La Casa de la palabra, consacré à l’aventure et aux voyages.

- Fuera de juego, programme sportif quotidien qui résume l’actualité du jour.

- La Noche despierta, programme nocturne.

- Boulevard cronica de Euskadi, information matinale.

- Mas que palabras, magazine matinal le samedi et le dimanche.

Le caractère de service public fait que cette radio diffuse les informations officielles des organismes composant le gouvernement et le parlement basques ainsi que des institutions publiques d’Espagne.

## Audience
En 2006 la station était écoutée par 220 000 auditeurs. Après avoir connu une phase de croissance, son auditoire diminue à partir de 2005.
|                                                              | 2000 | 2001 | 2002 | 2003 | 2004 | 2005 | 2006 |
| ------------------------------------------------------------ | ---- | ---- | ---- | ---- | ---- | ---- | ---- |
| Audience en milliers d'auditeurs                             | 149  | 187  | 230  | 255  | 259  | 252  | 220  |
| Sources : Estudio General de Medios, résumés de 2000 à 2006. |      |      |      |      |      |      |      |

## Histoire

### Naissance dans le Pays Basque français
Le 21 décembre 1946 commence d’émettre depuis Mouguerre, en France, Radio Euzkadi, la Voz de la Resistencia Vasca, organisée par et dépendant du gouvernement Basque en exil. Les bureaux se trouvent alors à Saint-Jean-de-Luz, et sa programmation en ondes courtes est destinée à la lutte contre la dictature de Franco et met l’accent sur les dates spéciales comme Aberri Eguna. Elle est aussi parfois utilisée pour interférer avec les émissions du régime.
Les pressions du gouvernement espagnol sur la France entraînent la fermeture des installations en 1954. Cette première étape de Radio Euskadi fut développée par Joseba Rezola.

### Depuis le Venezuela: 1965 - 1977
Le 10 juillet 1965 commence la diffusion depuis le Venezuela, dans le studio el paraíso (Le Paradis) de Caracas mais l’émetteur est en pleine forêt. Cet emplacement demeure secret jusqu’en 1971, date à laquelle ETA le découvre et tente de l’utiliser pour lui-même. La station vénézuélienne cesse d’émettre le 30 avril 1977.

### Dernière étape
Grâce au statut d’autonomie de Guernica, le gouvernement basque crée une société publique de radio et télévision. L’embryon de cet organisme est Radio Vitoria, station achetée en 1981.
L’actuelle Radio Euskadi émet pour la première fois le 31 mars 1983 en FM. Durant les années 1990 elle lance sa diffusion en ondes courtes, puis, en 2000, sa distribution par satellite. Depuis 2003 elle est présente sur Internet.